# Optimistorkestern

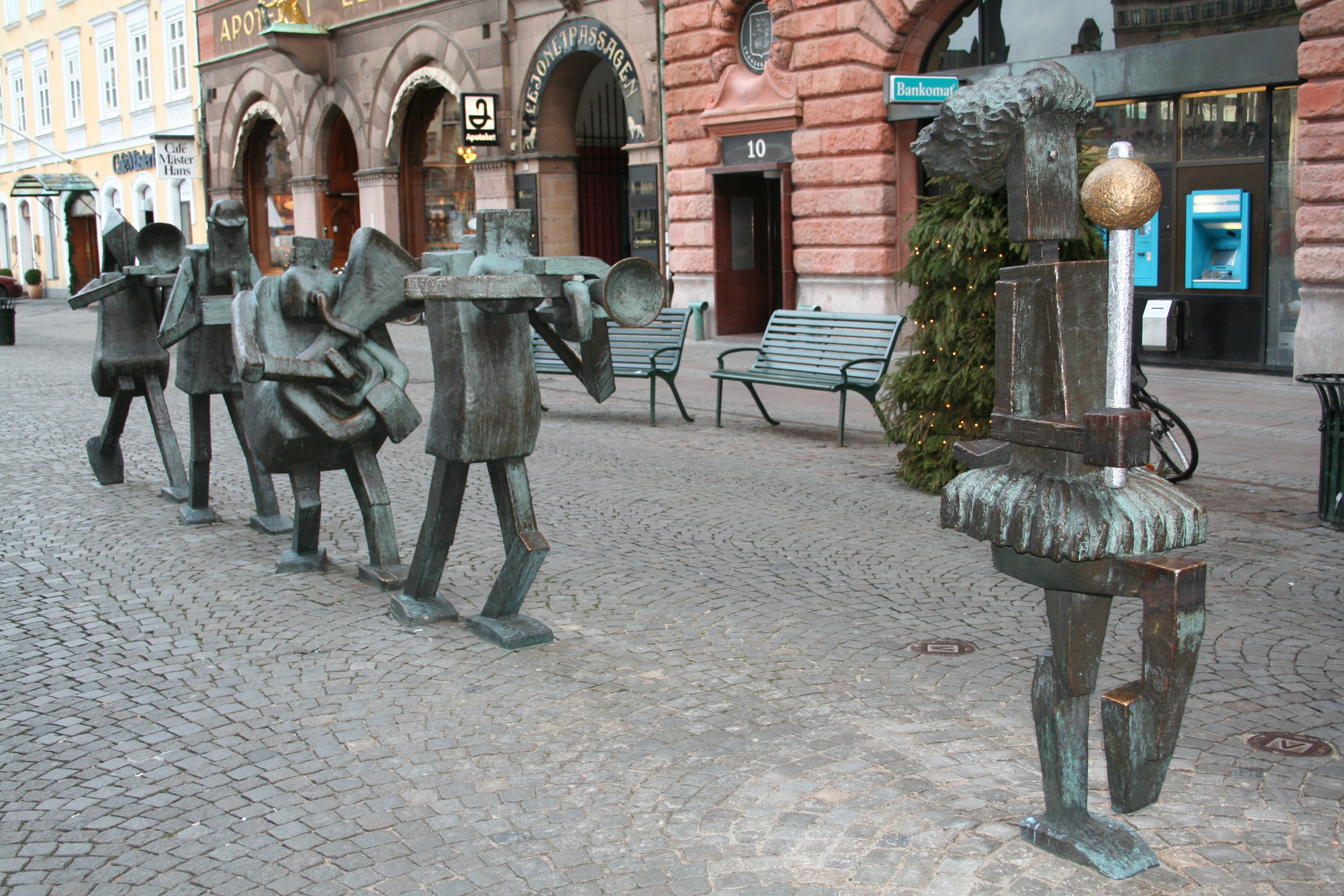
Optimistorkestern

Optimistorkestern är en skulpturgrupp i brons på Södergatan i Malmö. 
Optimistorkestern skapades 1985 av konstnären Yngve Lundell (1931–2015)  efter att ha vunnit den tävling kommunen utlyst för utsmyckning av dess första inrättade gågata. Orkestern leds av en tamburmajor och består i övrigt av fyra spelande medlemmar. 
Senare framkom det att konstnären tänkt sig att en femte musiker också skulle ingå i orkestern, en trumslagare ridande på en elefant. Då denna separat tillkomna skulpturmedlem av stadens styre ansågs för utrymmeskrävande för gågatan, skapades denna "Trumslagare på elefant" postumt och placerades i stället i Malmö Folkets Park, där den invigdes i april 2020, fem år efter konstnärens bortgång.
Lena Philipsson spelade här in sitt vykort till Melodifestivalen 1988 där hon tävlade med melodin "Om igen".